# Druckaustauscher

3D-Schemazeichnung eines Rotationsdruckaustauschers für Flüssigkeiten

Druckaustauscher dienen der isobaren Energieübertragung bei druckgetriebenen Prozessen. In der Verfahrenstechnik kann mit Druckaustauschern die nach Durchlaufen des Verarbeitungsprozesses verbliebene Druckenergie eines Flüssigkeits- oder Gasstroms auf den Zulauf übertragen und so zurückgewonnen werden (Energierückführung).
Druckaustauscher werden häufig in Meerwasserentsalzungsanlagen eingesetzt, bei denen Salzwasser mit hohem Druck durch eine Membran getrieben wird (Umkehrosmose). Weit verbreitet ist auch der Turbolader bei Verbrennungsmotoren.

## Funktion

Schemazeichnung eines Rotationsdruckaustauschers für den Einsatz in einer Meerwasserentsalzungsanlage. A: Hoher Druck, B: Niedriger Druck, C: Rotationsrichtung, D: Aufgrund der Stellung des Rotors vorübergehend nicht verbundene Röhre, 1: Zuführungsleitung des Ablaufs mit hohem Druck, 2: Seewasser (hoher Druck), 3: Einlauf Seewasser mit niedrigem Druck, 4: Ablauf / Retentat mit niedrigem Druck, : verbrauchtes Wasser / Konzentrat, : Kolben / Barriere, : Seewasser

Schemazeichnung einer Umkehrosmoseanlage (Meerwasserentsalzung) mit einem Druckaustauscher. 1: Meerwasserzufluss, 2: Frischwasserfluss (40 %), 3: Salzwasserkonzentrat (60 %), 4: Meerwasserzufluss (60 %), 5: Ableitung des Salzwasserkonzentrats, A: Zufluss durch Hochdruckpumpe (40 %), B: Kreislaufpumpe, C: Osmose-Einheit mit Membran, D: Druckaustauscher

### Prinzip der Druckübertragung
Während Fluidenergiemaschinen wie Turbinen kinetische Energie in eine andere Energieform umwandeln, erfolgt bei Druckaustauschern die Energieübertragung unter Erhaltung des hydraulischen Drucks (isobar). Technisch geschieht dies durch räumliche Verdrängung in Druckrohren.
Bei Membranverfahren übertragen Druckaustauscher die Energie aus dem Retentat- oder Ablaufstrom unmittelbar auf den Zulauf des Prozesses (Feed). Sie sind aus mehreren Druckrohren aufgebaut, an deren Enden die Feed- und Ablaufleitungen über Druckventile angeschlossen sind.
Arbeitsschritte:
1. Druckaufbau: Ein bei niedrigem Druck mit Feed befülltes Rohr wird durch Öffnen des hochdruckseitigen Retentatventils auf hohen Druck gebracht.
2. Verdrängen: Nach Schließen des Retentatventils und Öffnen des hochdruckseitigen Feedventils wird frisch zugelaufenes Feed durch das Retentat verdrängt.
3. Füllen: Das Retentat wird aus dem nächsten Rohr entfernt und wieder mit Feed aus dem Zulauf befüllt.
4. Transport: Mittels weiterer Druckrohre kann der kontinuierliche Transport und der Druckausgleich beim Umschalten von hohem auf niedrigeren Druck optimiert werden.

Eine Pumpe dient zur Aufrechterhaltung des Arbeitsdrucks in der Anlage.

### Rotationsdruckaustauscher
Ein Typ des Austauscher mit besonders guter Energieübertragung ist der Rotationsdruckaustauscher (englisch: rotary pressure exchanger); er arbeitet mit einem zylindrischen Rotor, in dem Durchführungen parallel zur Rotorachse ausgebohrt sind. Der Rotor läuft in einem Gehäuse zwischen zwei Endplatten, an denen jeweils zwei Rohre zur Flüssigkeitszufuhr angeschlossen werden, und übernimmt so die Funktion einer Pumpe. Flüssigkeit unter hohem Druck tritt an einem Ende ein und überträgt den Druck unmittelbar auf den Flüssigkeitsstrom mit niedrigerem Druck am anderen Ende des Rotors. Eine verschiebliche Barriere (Sperrflüssigkeit oder Kolben) in der Durchführung verhindert ein Vermischen der beiden Flüssigkeiten. Durch die Rotordrehung gelangt jede Durchführung zu den jeweiligen Anschlussleitungen und verbindet so abwechselnd Hochdruck- (Ablauf oder Feed) und Niedrigdruckseite (Feed oder Ablauf), wobei in den Zwischenpositionen die Endplatten die Durchbohrungen an beiden Enden verschließen und so die Funktion von Druckventilen übernehmen.

## Energierückgewinnung
Der Einsatz von Druckaustauschern in Umkehrosmoseanlagen bewirkt eine Energieeinsparung durch Entlastung der speisenden Hochdruckpumpe. Hat eine Entsalzungsanlage einen Süßwasserausstoß von 40 % des Meerwasserzuflusses, so verbleiben 60 % Retentat, deren Entspannung über den Druckaustauscher mit dem Druckaufbau von 60 % des Meerwasserzuflusses gekoppelt wird; daher müssen lediglich 40 % des Zuflusses über eine Hochdruckpumpe gefördert werden. Eine Zirkulationspumpe ist lediglich für den Ausgleich der Reibungsverluste im Kreislauf erforderlich.
Gegenüber einer Energierückgewinnung mittels Turbinen haben Druckaustauscher den Vorteil besonders geringer Verluste. So kann bei Prozessen wie der Umkehrosmose die Rückgewinnungsrate von ca. 65 % auf bis zu 98 % gesteigert werden.